# Klemens Wildt
Klemens Karl Wildt (* 11. November 1901 in Dortmund; † 27. August 1980 in Bonn-Bad Godesberg) war Sportwissenschaftler und Sporthistoriker. Er war 1933 einer der Ersten, der sich in Deutschland für Sportwissenschaft habilitierte.

## Leben
Nach dem Abitur in Essen 1922 studierte er in Berlin bis 1925 an der Deutschen Hochschule für Leibesübungen und parallel dazu an der Universität Berlin Geschichte, Geografie und Germanistik. Nach dem Abschluss als Diplom-Sportlehrer setzte er das Studium 1926–1929 von Geschichte, Philosophie, Pädagogik und Psychologie an der Universität Leipzig fort. Dort war er gleichzeitig Erster Assistent am Institut für Leibesübungen und wurde in Geschichte mit der Schrift Friedrich Ludwig Jahn und das deutsche Turnen. Dargestellt unter Verwendung nicht veröffentlichter Akten des Preußischen Ministeriums des Innern und des Preußischen Geheimen Staatsarchivs in Berlin-Dahlem promoviert. 1929 bis 1931 war er Universitäts-Turn- und Sportlehrer, von 1931 bis 1944 Direktor des neu gegründeten Instituts für Leibesübungen an der Universität Rostock, wo er sich 1933 mit Die Entwicklung des Übungsstoffes und der Lehrweise der deutschen Leibesübungen im 19. Jahrhundert habilitierte. 
September 1933 trat er der SS bei (SS-Nummer 136.620) und brachte es zum SS-Scharführer. Er setzte seine Laufbahn als Privatdozent, ab 1940 als Dozent an der Universität Rostock fort. Von 1944 bis 1945 hatte er einen Lehrauftrag am Hochschulinstitut für Leibesübungen der Universität Graz. Trotz Mitgliedschaft in der SS und Habilitation wurde er in der NS-Zeit nicht zum Professor ernannt. Seine Entnazifizierung dauerte bis 1949, dann wurde er zunächst Sportlehrer und von 1952 bis 1967 Direktor (ab 1962 Professor) des Instituts für Leibesübungen der Universität Bonn.
Von 1972 bis 1980 war er Vizepräsident des Internationalen Komitees für Geschichte des Sports und der Körpererziehung (ICOSH).

## Werk
- Leibesübungen im deutschen Mittelalter. Versuch einer kultursoziologischen Deutung. Frankfurt am Main 1957.
- Auswanderer und Emigranten in der Geschichte der Leibesübungen. Schorndorf 1964.
- Daten zur Sportgeschichte.
  - Teil 1: Die „Alte Welt“ und Europa bis 1750. Schorndorf 1970.
  - Teil 2: Europa von 1750 bis 1894. Schorndorf 1974.
  - Teil 3: Nord- und Lateinamerika bis 1900. Schorndorf 1977.
  - Teil 4: Asien, Afrika, Australien und Neu-Seeland bis 1900. Schorndorf 1980.[3]